# Chop Suey

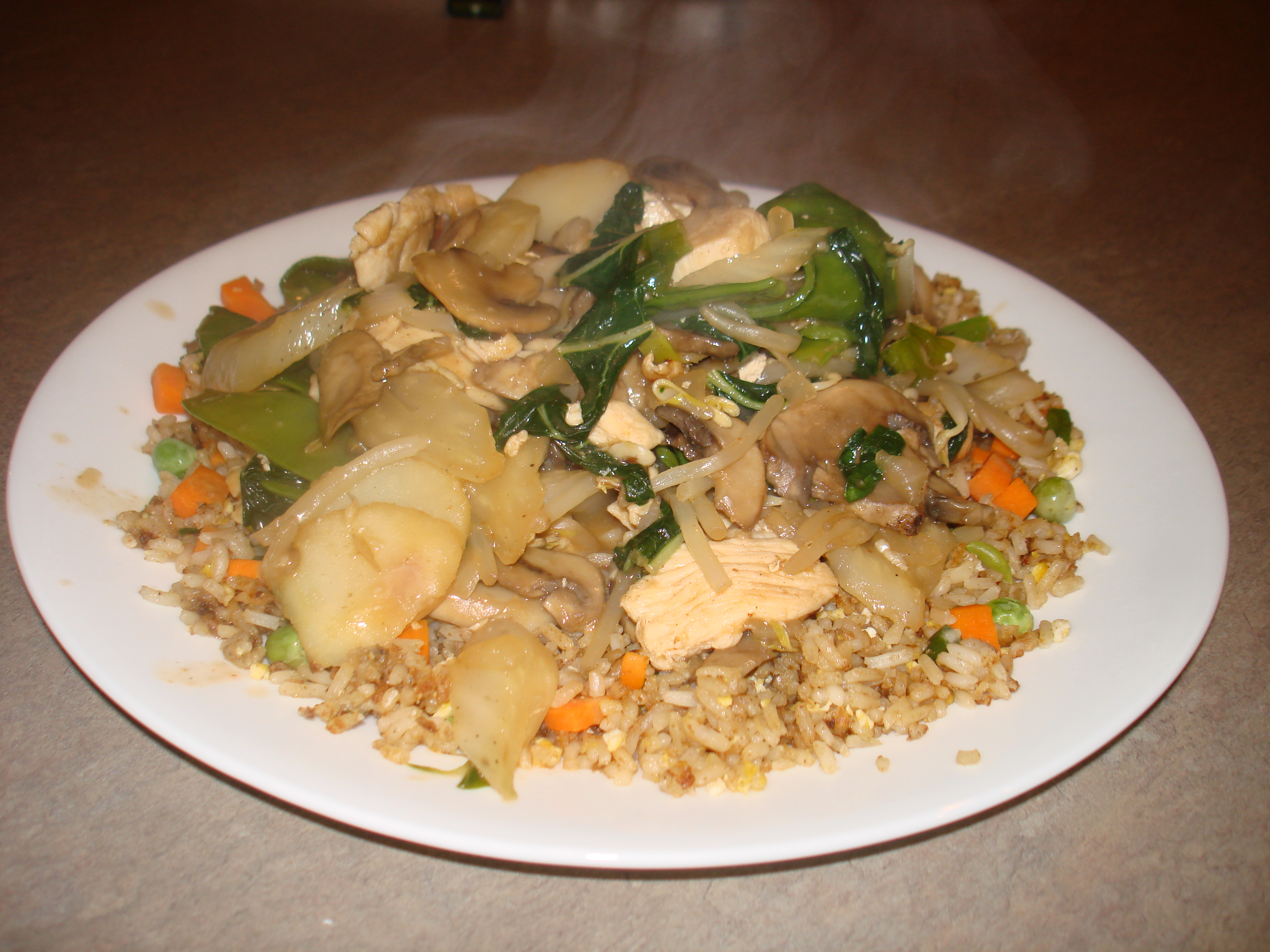
Chop Suey mit Hühnchen und Reis

Chop Suey (chinesisch 雜碎 / 杂碎, Pinyin zásuì, W.-G. tsa-sui, Jyutping zaap6seoi3, kantonesisch tsap seui – „Gemischtes, Kleingeschnittenes“) ist ein Gericht aus verschiedenen Gemüsen wie Bambussprossen, Mungbohnenkeimen und Pilzen. Zusätzlich kann es dünne Scheiben von Schweine-, Rind- oder Hühnerfleisch enthalten. Serviert wird es mit Reis oder Nudeln. Heute ist es in vielen westlichen Ländern als Gericht chinesischer Art bekannt.

## Geschichte
Über die Herkunft gibt es verschiedene Erklärungsansätze, die jedoch oft unbelegt sind. Eine Theorie besagt, dass Chop Suey in den 1860er-Jahren von einem Sinoamerikaner namens Li Hongzhang erfunden wurde. Möglicherweise überlappend ist die Theorie, dass ein chinesischer Koch in den USA das Rezept im Auftrag eines Diplomaten, der eine Diätspeise benötigte, erfand. Nach einer anderen These soll Chop Suey in San Francisco entstanden sein, als ein Kunde nach Geschäftsschluss noch etwas essen wollte, woraufhin der Koch die Reste in einen Wok warf und noch einmal erhitzte.
Die Kulturhistoriker Alan Davidson und Eugene N. Anderson halten diese Erklärungen jedoch für „kulinarische Mythologie“. Gemäß Anderson wird das Gericht in einem chinesischen Buch 1964 erwähnt und als Gericht aus der Region Taishan, kant. Toisan, südlich von Guangzhou in der Provinz Guangdong, bezeichnet. Es bestand aus verschiedenen Gemüseresten und Nudeln. Im kantonesischen Dialekt heißt tsap seui so viel wie ‚verschiedene Reste‘. Aus dieser Region stammten auch die frühen chinesischen Einwanderer, die nach Kalifornien kamen.